# Parabotia
Parabotia is een geslacht van straalvinnige vissen uit de familie van modderkruipers (Cobitidae).

## Soorten
- Parabotia banarescui (Nalbant, 1965)
- Parabotia bimaculata Chen, 1980
- Parabotia brevirostris Zhu & Zhu, 2012
- Parabotia dubia Kottelat, 2001
- Parabotia fasciata Dabry de Thiersant, 1872
- Parabotia kimluani Nguyen, 2005
- Parabotia kiangsiensis Liu & Guo, 1986
- Parabotia lijiangensis Chen, 1980
- Parabotia maculosa (Wu, 1939)
- Parabotia mantschurica (Berg, 1907)
- Parabotia parva Chen, 1980
- Parabotia vancuongi Nguyen, 2005